# Toleman
Toleman Motorsport je bývalý závodní tým Formule 1 z let 1981 až 1985, který se účastnil celkem 70 závodů. V roce 1985 byl prodán a přejmenován na Benetton.

## Historie

### Vznik týmu
V druhé polovině 70. let 20. století vstoupili na závodní scénu ve Velké Británii Ted Toleman, tehdejší ředitel společnosti dovážející automobily Toleman, a Alex Hawkridge. Svůj první tým přihlásili v roce 1977 do soutěže British Formula Ford 2000, o rok později se účastnili závodů Formule 2 se šasí March a pilotem Radem Dougallem. Pro další rok tým nakoupil dvě šasí Ralt společně s novými motory od Briana Harta a druhý jezdec týmu, Brian Henton, získal druhé místo v celkovém pořadí. Do sezóny 1980 už Toleman nastoupil s vlastním šasí TG280 od designerů Roryho Byrnea a Johna Gentryho. Jako pilot u týmu zůstal Henton, Dougalla nahradil Derek Warwick. Týmu se podařilo vybojovat první dvě místa evropského šampionátu Formule 2.

### Formule 1
Po úspěšném působení ve Formuli 2 ohlásil Toleman v listopadu 1980 vstup do Formule 1. Tým zůstal u turbo motorů Hart, stejně tak Toleman zůstal i u pneumatik Pirelli, které používal v nižších sériích, a jako piloti pokračovali Henton a Warwick. Nové auto od Byrneho neslo označení TG181. Ani jednomu z pilotů se nepodařilo kvalifikovat do více než jednoho závodu, Henton v italské Monze (dojel 10.) a Warwick v posledním závodě v USA (závod nedokončil).
V další sezóně nahradil Hentona Teo Fabi, ale tým na začátku pokračoval jen s upravenou verzí TG181, nová verze TG183 byla připravena až pro poslední dva závody sezóny. I tak se Warwickovi podařilo zajet nejrychlejší kolo v Grand Prix Nizozemska.
V roce 1983 přišla další jezdecká změna, Fabiho vystřídal Bruno Giacomelli. S postupně vylepšovaným vozem TG183 nakonec Toleman v posledních čtyřech závodech sezóny získal 10 bodů a skončil na 9. místě v celkovém pořadí.

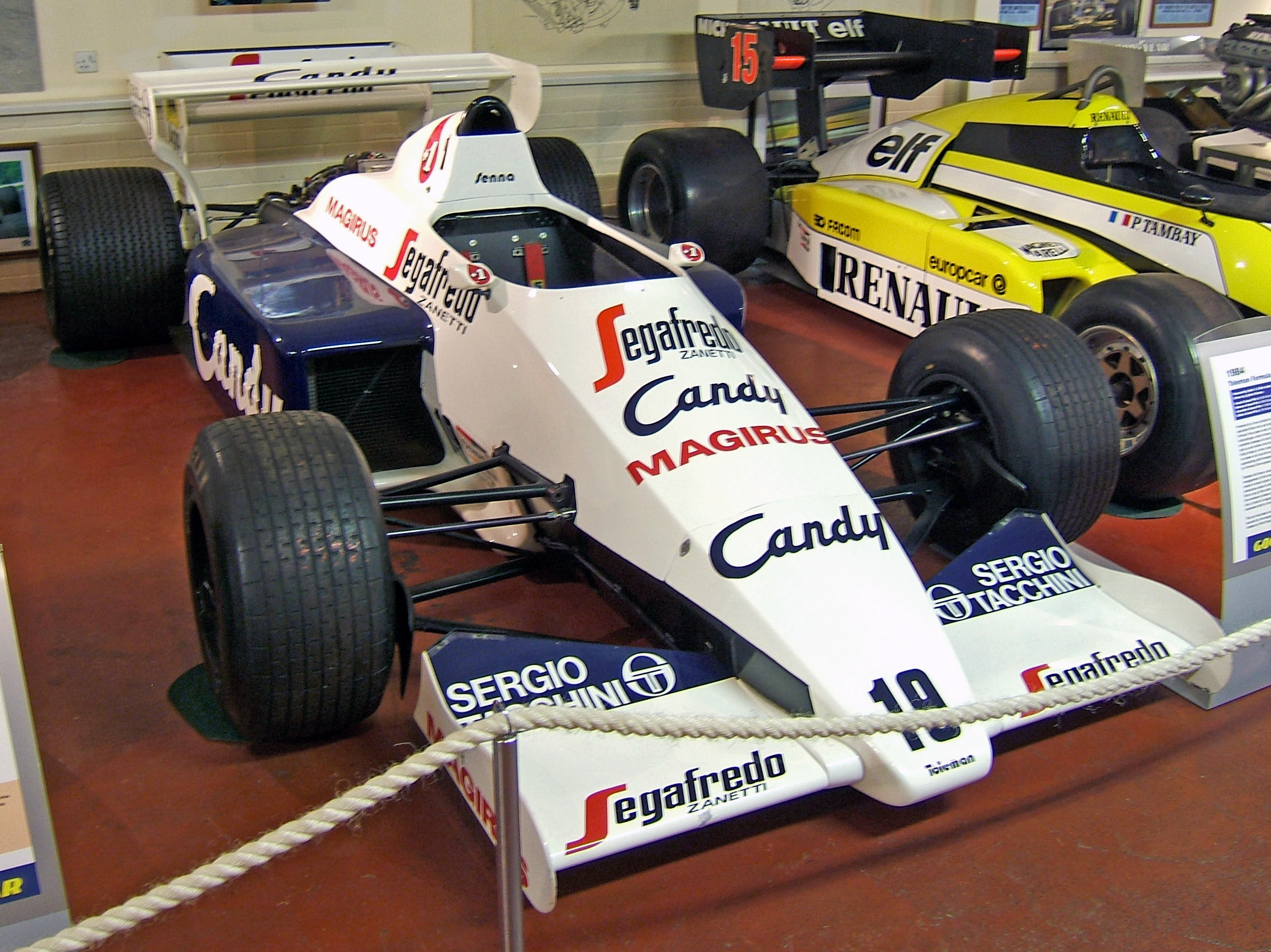
Vůz TG184 pro rok 1984

V roce 1983 došlo ke kompletní obměně jezdeckého složení, v Tolemanu debutoval pozdější trojnásobný mistr světa Ayrton Senna a Johnny Cecotto. Senna přinesl týmu hned tři pódiová umístění. Nejprve skončil druhý za Alainem Prostem v deštivé Grand Prix Monaka, jejíž start byl odložen o 45 minut a celý závod ukončen kvůli počasí už ve 31. kole. Senna zajel i nejrychlejší kolo. Následně Brazilec skončil dvakrát třetí ve Velké Británii a v Portugalsku.
Právě při Grand Prix Velké Británie na Brands Hatch těžce havaroval druhý pilot týmu Cecotto a zlomil si obě nohy, čímž ukončil svou kariéru ve Formuli 1. V dalších závodech ho nahradil Stefan Johansson, který získal další body čtvrtým místem v Itálii, kde nestartoval Senna. Ten byl na jednu velkou cenu týmem vyměněn za Pierluigi Martiniho poté, co neohlásil podepsání nové smlouvy pro rok 1985 s týmem Lotus.
Celkem Toleman v roce 1984 získal 16 bodů a dokončil šampionát na 7. pozici.
Sezóna 1985 přinesla novou formuli s označení TG185, kterou měli pilotovat navrátilec Teo Fabi a Stefan Johansson.
V důsledku špatných vztahů s dodavatelem Pirelli nejprve museli vynechat první tři závody. Toleman se totiž v sezóně rozhodl 1984 nevyužívat pneumatiky Pirelli od velké ceny San Marina dále v návaznosti na lepší výsledky ostatních dodavatelů. Stejným způsobem ale jednal i proti dalšímu dodavateli, Goodyear, v dřívějším působení ve Formuli 2. Jediným zbývajícím dodavatelem pneumatik tak zůstal Michelin, jenže ten se po sezóně 1984 rozhodl z Formule 1 odejít a Toleman tak zůstal v roce 1985 bez dodavatele. Nakonec se dohodl s Pirelli, když odpadl tým Spirit a nový sponzor týmu Toleman – Benetton odkoupil jeho dodávky. V důsledku problému s pneumatikami odešel od týmu Johansson a Toleman tak po vyeřešení dodávek startoval jen s jedním vozem. Druhý vůz nasadil až v desátém závodu sezóny v Rakousku, pilotoval ho Piercarlo Ghinzani. Toleman nakonec nezískal ani bod.

### Změna vlastníka
Sponzor Benetton se mezi sezónami 1985 a 1986 rozhodl pro odkup celého týmu a jeho přejmenování na Benetton F1. Přes dalšího vlastníka, Renault, se dostal až do rukou Lotusu, pod jehož jménem působí ve Formulí 1 i k roku 2013.

## Kompletní výsledky ve Formuli 1
| Legenda k tabulce | Legenda k tabulce                                                                       |
| Barva             | Výsledek                                                                                |
| ----------------- | --------------------------------------------------------------------------------------- |
| Zlatá             | Vítěz                                                                                   |
| Stříbrná          | 2. místo                                                                                |
| Bronzová          | 3. místo                                                                                |
| Zelená            | Bodované umístění                                                                       |
| Modrá             | Nebodované umístění                                                                     |
| Modrá             | Dokončil neklasifikován (NC)                                                            |
| Fialová           | Odstoupil (Ret)                                                                         |
| Červená           | Nekvalifikoval se (DNQ)                                                                 |
| Červená           | Nepředkvalifikoval se (DNPQ)                                                            |
| Černá             | Diskvalifikován (DSQ)                                                                   |
| Bílá              | Nestartoval (DNS)                                                                       |
| Bílá              | Závod zrušen (C)                                                                        |
| Světle modrá      | Pouze trénoval (PO)                                                                     |
| Světle modrá      | Páteční testovací jezdec (TD)                                                           |
| Bez barvy         | Netrénoval (DNP)                                                                        |
| Bez barvy         | Vyřazen (EX)                                                                            |
| Bez barvy         | Nepřijel (DNA)                                                                          |
| Bez barvy         | Odvolal účast (WD)                                                                      |
| Bez barvy         | Nezúčastnil se (prázdné)                                                                |
| Označení          | Význam                                                                                  |
| Tučnost           | Pole position                                                                           |
| Kurzíva           | Nejrychlejší kolo                                                                       |
| †                 | Jezdec nedojel do cíle, ale byl klasifikován, protože odjel více než 90 % délky závodu. |
| ‡                 | Byl udělován poloviční počet bodů, protože bylo odjeto méně než 75 % délky závodu.      |
| Horní index       | Umístění bodujících jezdců ve sprintu                                                   |

Všechny vozy byly poháněny turbomotorem Hart 415T 1,5L V4.
| Rok  | Šasí         | Pneu | Pilot              | 1   | 2   | 3    | 4   | 5   | 6    | 7   | 8   | 9   | 10  | 11  | 12  | 13  | 14  | 15  | 16  | Body | Umístění |
| ---- | ------------ | ---- | ------------------ | --- | --- | ---- | --- | --- | ---- | --- | --- | --- | --- | --- | --- | --- | --- | --- | --- | ---- | -------- |
| 1981 | TG181        | P    |                    | USW | BRA | ARG  | SMR | BEL | MON  | ESP | FRA | GBR | GER | AUT | NED | ITA | CAN | CPL |     | 0    | NC       |
| 1981 | TG181        | P    | Brian Henton       |     |     |      | DNQ | DNQ | DNPQ | DNQ | DNQ | DNQ | DNQ | DNQ | DNQ | 10  | DNQ | DNQ |     | 0    | NC       |
| 1981 | TG181        | P    | Derek Warwick      |     |     |      | DNQ | DNQ | DNPQ | DNQ | DNQ | DNQ | DNQ | DNQ | DNQ | DNQ | DNQ | Ret |     | 0    | NC       |
| 1982 | TG181C       | P    |                    | RSA | BRA | USW  | SMR | BEL | MON  | DET | CAN | NED | GBR | FRA | GER | AUT | SUI | ITA | CPL | 0    | NC       |
| 1982 | TG181C       | P    | Derek Warwick      | Ret | DNQ | DNPQ | Ret | Ret | DNQ  |     |     | Ret | Ret | 15  | 10  | Ret | Ret | Ret | Ret | 0    | NC       |
| 1982 | TG181C       | P    | Teo Fabi           | DNQ | DNQ | DNQ  | NC  | Ret | DNPQ |     |     | DNQ | Ret | Ret | DNQ | Ret | Ret | Ret | DNQ | 0    | NC       |
| 1983 | TG183 TG183B | P    |                    | BRA | USW | FRA  | SMR | MON | BEL  | DET | CAN | GBR | GER | AUT | NED | ITA | EUR | RSA |     | 10   | 9. místo |
| 1983 | TG183 TG183B | P    | Derek Warwick      | 8   | Ret | Ret  | Ret | Ret | 7    | Ret | Ret | Ret | Ret | Ret | 4   | 6   | 5   | 4   |     | 10   | 9. místo |
| 1983 | TG183 TG183B | P    | Bruno Giacomelli   | Ret | Ret | 13   | Ret | DNQ | 8    | 9   | Ret | Ret | Ret | Ret | 13  | 7   | 6   | Ret |     | 10   | 9. místo |
| 1984 | TG183B TG184 | P M  |                    | BRA | RSA | BEL  | SMR | FRA | MON  | CAN | DET | DAL | GBR | GER | AUT | NED | ITA | EUR | POR | 16   | 7. místo |
| 1984 | TG183B TG184 | P M  | Ayrton Senna       | Ret | 6   | 6    | DNQ | Ret | 2    | 7   | Ret | Ret | 3   | Ret | Ret | Ret |     | Ret | 3   | 16   | 7. místo |
| 1984 | TG183B TG184 | P M  | Johnny Cecotto     | Ret | Ret | Ret  | NC  | Ret | Ret  | 9   | Ret | Ret | DNQ |     |     |     |     |     |     | 16   | 7. místo |
| 1984 | TG183B TG184 | P M  | Stefan Johansson   |     |     |      |     |     |      |     |     |     |     |     |     |     | 4   | Ret | 11  | 16   | 7. místo |
| 1984 | TG183B TG184 | P M  | Pierluigi Martini  |     |     |      |     |     |      |     |     |     |     |     |     |     | DNQ |     |     | 16   | 7. místo |
| 1985 | TG185        | P    |                    | BRA | POR | SMR  | MON | CAN | DET  | FRA | GBR | GER | AUT | NED | ITA | BEL | EUR | RSA | AUS | 0    | NC       |
| 1985 | TG185        | P    | Teo Fabi           |     |     |      | Ret | Ret | Ret  | 14  | Ret | Ret | Ret | Ret | 12  | Ret | Ret | Ret | Ret | 0    | NC       |
| 1985 | TG185        | P    | Piercarlo Ghinzani |     |     |      |     |     |      |     |     |     | DNS | Ret | DNS | Ret | Ret | Ret | Ret | 0    | NC       |